# Escut de Seana
L'escut oficial de Seana té el següent blasonament:
Escut caironat: d'atzur, una espasa flamejada d'argent acostada de dos besants d'or amb tres faixes viperades de sable.

## Història
Va ser aprovat el 17 de novembre del 2011 i publicat al DOGC núm. 6019 del 5 de desembre del mateix any; l'expedient d'adopció de l'escut municipal havia estat iniciat per la Junta de Veïns de l'EMD
de Seana el 29 de juliol del 2008 i va ser aprovat per l'EMD el 29 de juny del 2011.
Es tracta d'un escut de nova creació, amb l'espasa flamejada que és l'atribut de l'arcàngel sant Miquel, patró del poble, i els besants d'or amb les faixes viperades de sable que són les armes dels Anglesola, llinatge vinculat a Seana a través de la baronia de Bellpuig, a la qual ha pertangut tradicionalment la localitat.
Com és norma en tots els escuts heràldics de les entitats municipals descentralitzades, aquest no va timbrat amb cap corona.